# Будинок на вулиці Валовій, 14 (Львів)
Будинок за адресою вулиця Валова, 14 у Львові — багатоквартирний житловий чотириповерховий будинок з магазинним приміщенням на першому поверсі. Пам'ятка архітектури місцевого значення номер 857.Розташований будинок на розі вулиці Валової та площі Галицької.Інша адреса будинку площа Галицька 6.

## Історія

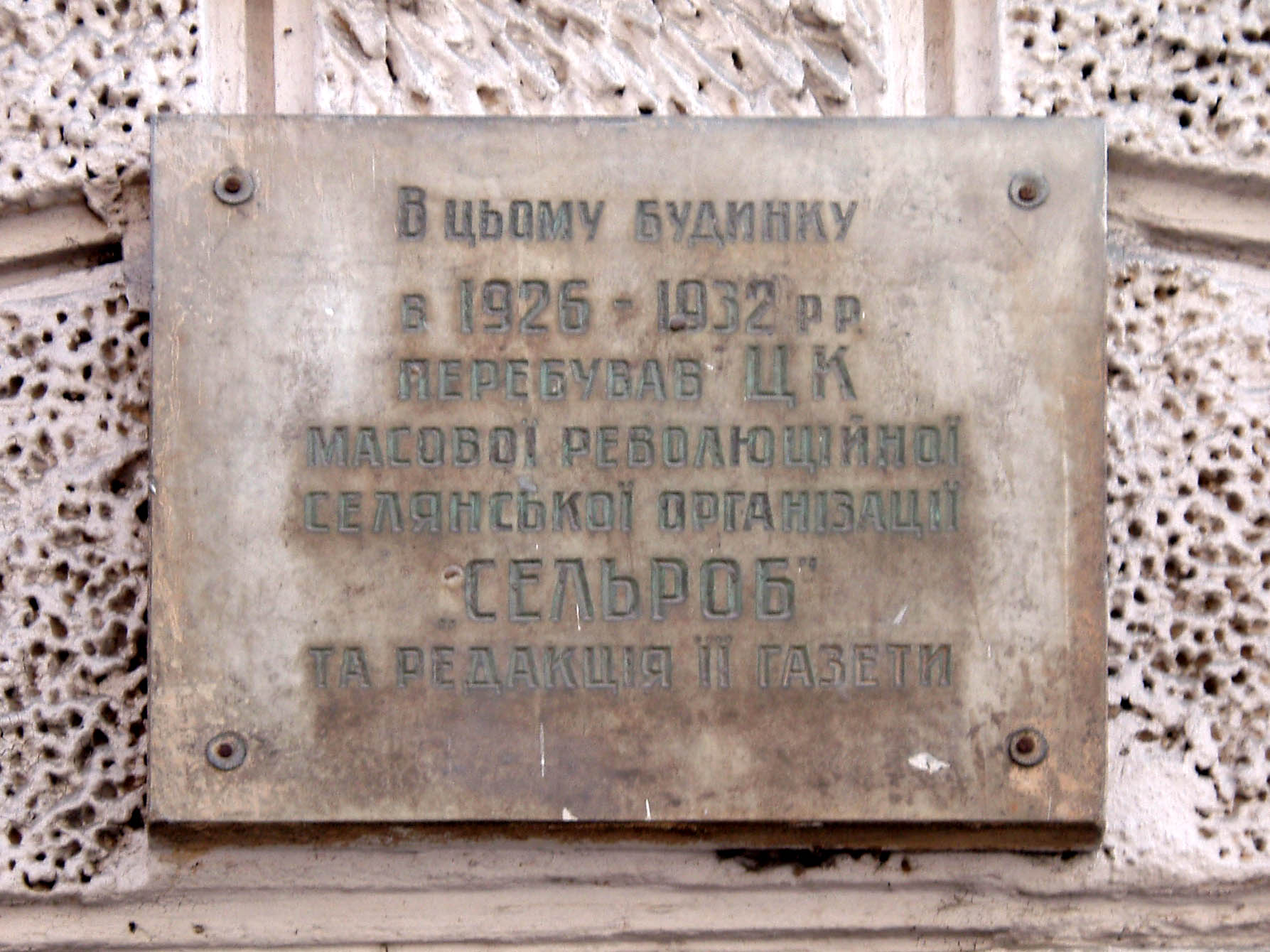
Меморіальна таблиця

Будинок збудовано 1888 року на замовлення Франциска Кобєльського і Міхала Валіхевича який спочатку використовувався як прибутковий, проект будинку розробив архітектор Вінцент Кузневич. На початку ХХ століття тут розмістилось москвофільське Товариство імені Михайла Качковського, яке було власником будинку аж до 1939 року.. За Другої Речі Посполитої в будинку були адвокатська контора Мар'яна Глушкевича, редакції українських часописів «Наука» та «Воля Народу», Крайова торговельна спілка, та магазин бакалійних товарів «Свіща». До кінця 1930-х років на партері будинку було відоме серед львівської еліти кафе «Центральне». Та відома кам'яниця тим, що в період 1926–1932 років тут був центральний комітет совєтофільської організації «Сель-Роб», а також редакція однойменної газети. Про це нагадує одна з не багатьох меморіальних дощок радянського періоду з написом: 
В цьому будинку у 1926–1932 рр. перебував ЦК масової революційної селянської організації «СЕЛЬРОБ» та редакція її газети
Зараз тут житловий будинок з поштовим відділенням № 8 на першому поверсі.

## Архітектура
Чотири поверховий наріжний будинок, цегляний, зведений у стилі модерн. Фасад будинку асиметричний, перший та другий поверх тиньковані, вище — неотинькований. План будинку Г — подібний, внутрішнє планування секційного типу. Кут будинку складає півкруглий об'єм з прилеглими розкрепованими частинами. Перший поверх будинку дековативнорустований, з високими, вузькими, напівциркульними вікнами з профільованим обрамуванням завершені замковим каменем угорі. Над першим поверхом проходить профільований карниз. Другий поверх з лінійно рустований, вікна з профільованим обрамуванням, відділений від третього поверху карнизом з консольним фризом. На третьому поверсі виступає по одному балкону на кожному з фасадів, балкони поміщені на ліпних кронштейнах, вікна з обох сторін прекрашені іонічними пілястрами завершені лінійним сандриком, лише на розкрепованих частинах, та балконні вікна завершені трикутним сандриком. Під вікнами декоративні ліпні вставки. Вікна четвертого поверху з профільованим обрамуванням, на розкрепованій частині та над балконними вікнами третього поверху, завершені лінійним сандриком. Завершений будинок карнизом з ліпними консолями та гірляндами, над півкруглим кутовим об'ємом на рівні даху шоломоподібний купол, а над розкрепованими частинами трикутні фронтони з датами 1887 та 1888.